# Eupithecia virgaureata
 (juin 2017).
Si vous disposez d'ouvrages ou d'articles de référence ou si vous connaissez des sites web de qualité traitant du thème abordé ici, merci de compléter l'article en donnant les références utiles à sa vérifiabilité et en les liant à la section « Notes et références ».
Espèce
Eupithecia virgaureata, l’Eupithécie de la verge d'or, est une espèce de lépidoptères (papillons) de la famille des Geometridae et de la sous-famille des Larentiinae.

## Historique
Ce papillon Eupithecia virgaureata a été décrit pour la première fois par l'entomologiste Henry Doubleday en 1861.

## Distribution
L'espèce est largement répandue dans l'écozone paléarctique. L'espèce est présente sur l'ensemble des Îles Britanniques mais surtout distribuée localement.

## Description
Le papillon a une envergure de 17 à 20 mm. Les ailes antérieures sont gris pâle ou foncées, occasionnellement d'une teinte ocre, et sont marquées d'un petit tiret noir. Il n'y a pas de différences clairement visibles entre mâle et femelle, à part une faible différence de taille.
La chenille a une bande longitudinale blanc jaunâtre de chaque côté du corps dessinant des vagues.

## Biologie
L'espèce peut produire plusieurs générations par an.
Les chenilles se nourrissent d'astéracées (composées), comme le Séneçon commun (Senecio vulgaris) ou Solidago virgaurea.

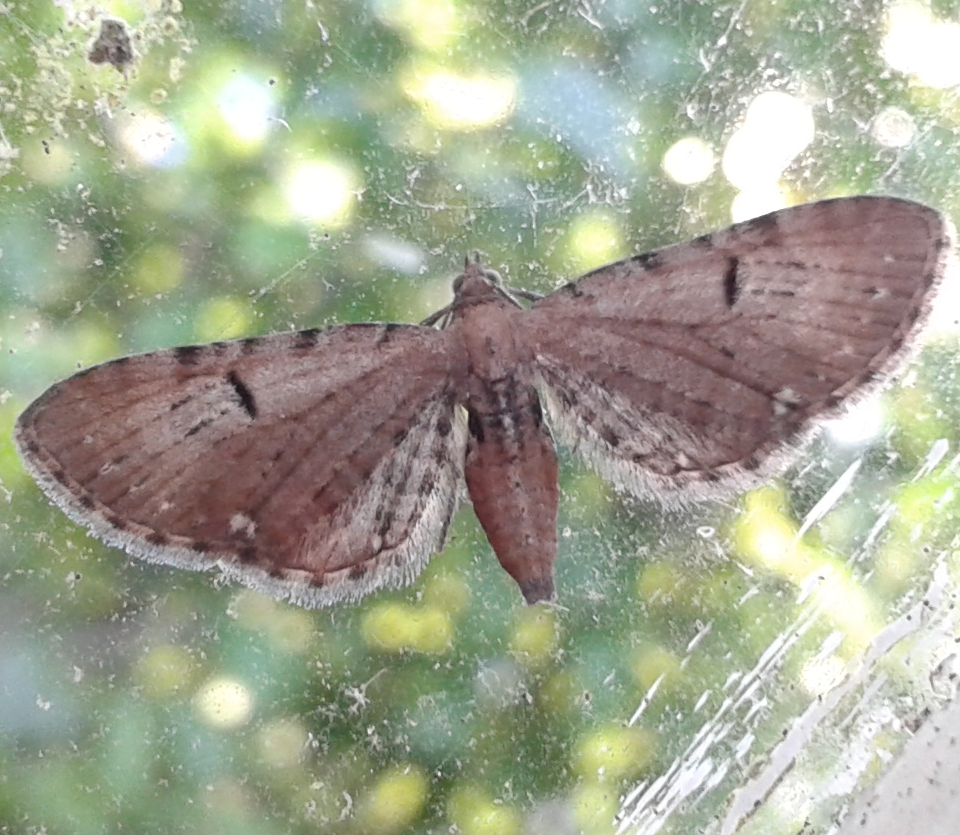
dessus
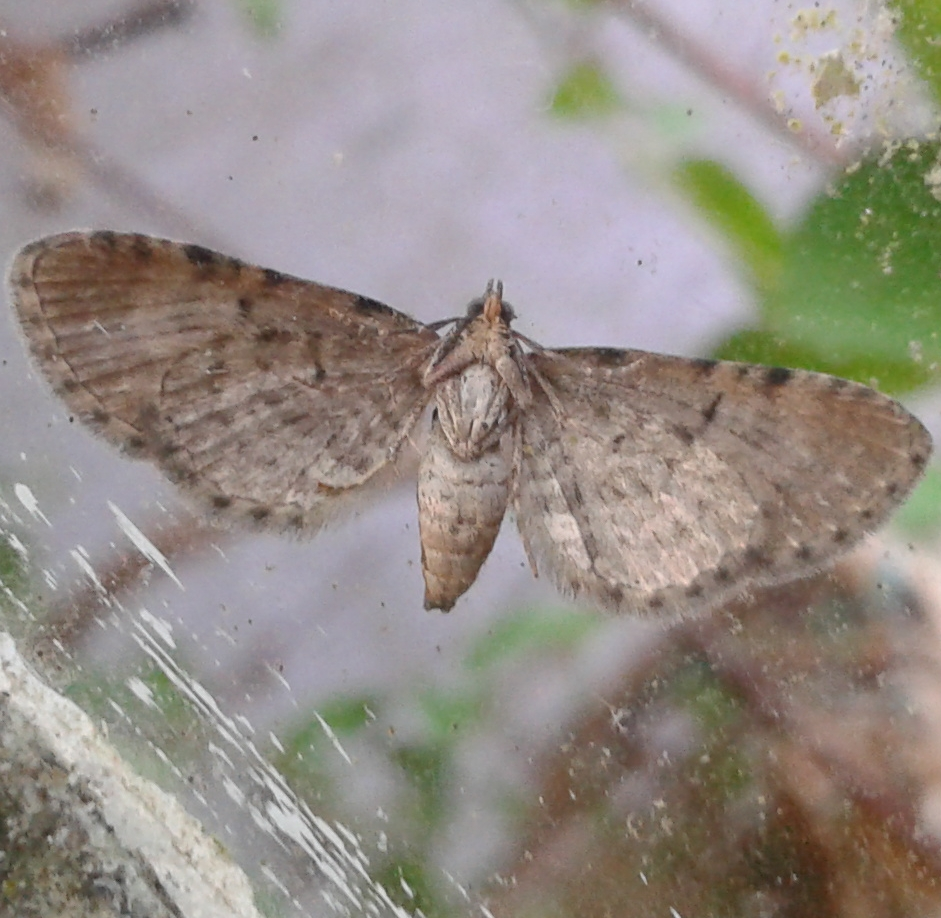
dessous
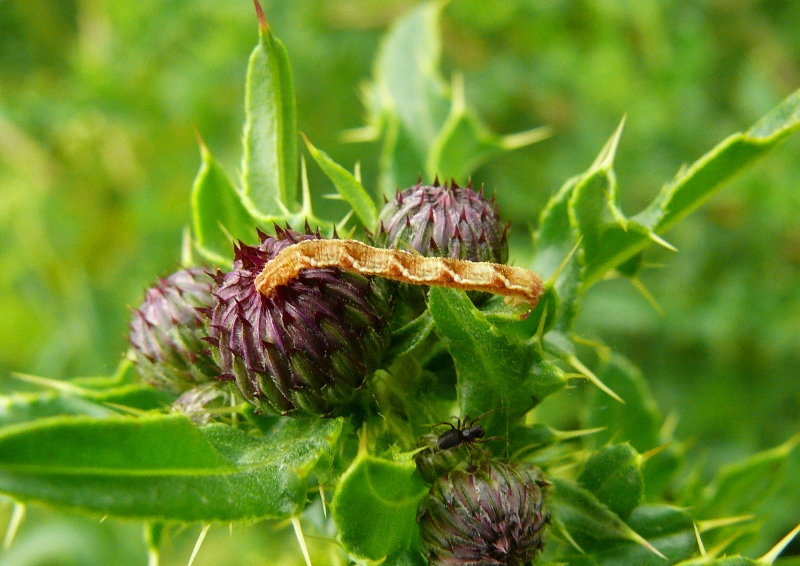
chenille

## Taxonomie
Cette espèce a plusieurs synonymes selon la BioLib (22 février 2023) :
- Eupithecia alternaria Staudinger, 1861
- Eupithecia invisa Butler, 1878
- Eupithecia offirmata Speyer, 1869